# Write-Around
Write Around — шаблон проєктування для оптимізації використання кешу.

## Проблема
Аплікація застосовує кеш для оптимізації повторного доступу до даних. Однак дані рідко оновлюються. Необхідно забезпечити спосіб підтримувати актуальні дані в кеші.

## Вирішення
Створюємо сервіс обов'язком якого буде кешування. Він знає про розташування даних та оновлює кеш при потребі. Зміна даних призводить лише до оновлення сховища.

## Переваги та недоліки

### Переваги
- забезпечує часткову консистенцію даних при оптимізованому доступі
- забезпечує непередбачувану потребу в ресурсах. Дані поміщаються в кеш на вимогу
- система може працювати при несправності кешу. В такому випадку дані беруться зі сховища
- забезпечує збереження статичних даних. Кеш-сервіс реалізовує стратегії кешування в залежності від вимоги
- аплікація розділяє дані на читання та запис

### Недоліки
- не забезпечує повну консистенцію даних. Дані можуть бути оновлені, стороннім сервісом в той час як кеш міститиме застарілу інформацію
- нормалізовані дані. Аплікації потрібно провести додаткові операції над даними, щоб привести їх до потрібного формату
- аплікації необхідно працювати як зі сховищем так із кешем

## Опис
1. Читаємо дані з кешу.
2. Кеш-провайдер забезпечує дані та їх валідність.
3. Оновлені дані поміщаємо в сховище.

```
public
 
Data
 
GetData
()

{

	
return
 
_cache
.
GetOrAdd
(
_database
.
GetData
);

}

public
 
void
 
UpdateData
(
Data
 
data
)

{

	
return
 
_database
.
UpdateData
(
data
);

}

```